# Лейпунская, Дора Ильинична
До́ра Ильи́нична Лейпу́нская (1912, Белосток, Российская империя — 1978, Москва, СССР) — советский физик, доктор физико-математических наук, профессор.
Лейпунская участвовала в атомном проекте СССР, занималась выделением плутония и разработкой методов безопасности при работе с ним. Участвовала в создании плутониевой бомбы, впоследствии была заведующей лабораторией нейтронно-активационного анализа в Институте ядерной геохимии и геофизики (ВНИИЯГГ). Там, занимаясь разведкой месторождений полезных ископаемых, разработала новое научно-прикладное направление — метод количественного нейтронно-активационного анализа для разведки полезных ископаемых. При её участии был разработан нейтронный размножитель, который применяется и в настоящее время, а также метод применения атомных реакторов типа ВВП малой мощности для нейтронно-активационного анализа.

## Биография
Семья Лейпунских родом из восточных областей Польши (в то время входила в состав Российской империи). Отец — Илья Исаакович Лейпунский (1872—1936), после армии работал десятником на строительстве железных и шоссейных дорог, а также на лесозаготовках. Мать — Софья Наумовна Лейпунская (урождённая Шпанина, 1885—1961).
Дора родилась в 1912 году в Белостоке. У неё было три старших брата: Александр (1903 г.), Яков (1906 г.) и Овсей (1909 г.); а также младшие сестра Елизавета (1918 г.) и брат Наум (1921 г.), который рано умер. Двое братьев Доры Ильиничны — Александр и Овсей — также принимали активное участие в Атомном проекте СССР. Лейпунские — единственная семья, в которой сразу трое учёных награждены орденами за первое испытание ядерного оружия по личному представлению Сталина.
Кроме родных детей, в семье были и приёмные. Лейпунские усыновили четырёх детей умершей двоюродной сестры Софьи Наумовны. Отец детей приходился Илье Исааковичу двоюродным братом, общение семей продолжалось до 1935 года. В 1914 году семья Лейпунских, проживавшая в Белостоке, была эвакуирована в Ярославль вместе с Военно-дорожным управлением, в котором служил Илья Исаакович. В Ярославле Дора закончила среднюю школу, а также музыкальную по классу фортепиано.

### Личная жизнь
В 1935 году Д. И. Лейпунская вышла замуж за своего одноклассника Льва Петровича Кононо́вича, военного инженера; он добровольцем ушёл на фронт в 1941 году и погиб 14 января 1944 года. В этом браке родился сын Александр (3 августа 1936, Ярославль), ставший доктором технических наук (1993). Второй муж — Владимир Львович Карпов, доктор химических наук (1907—1986), сын Льва Яковлевича Карпова.
В 1964 году Дора Ильинична заболела из-за работы с радиоактивными материалами диабетом и в течение года ослепла (неожиданно, идя по улице), но продолжала руководить лабораторией. В 1969 году она защитила докторскую диссертацию «Нейтронный активационный анализ горных пород». Умерла в 1978 году в Москве от тяжёлой болезни, продолжавшейся три года: диабет осложнился гангреной, также были проблемы с сердцем.
Знающие Дору Ильиничну лично оценивали её как знающего и внимательного руководителя, а вне работы отмечали, помимо ума, тактичность, мудрость и умение ладить даже со сложными в общении людьми.
Похоронена на Востряковском кладбище.

## Научная деятельность
В 1929 году Дора поступила на физико-механический факультет Ленинградского политехнического института, в котором учились и её старшие братья, и окончила его в 1935 году. Была избрана комсоргом, но позже, несмотря на отличные успехи в учёбе, была исключена из комсомола за «потерю классовой бдительности». Её сын А. Л. Кононович писал, что тут сыграли роль доносы на общение с неким профессором, который был арестован за контрреволюционную деятельность. С 1935 года работала в Ленинградском физико-техническом институте под руководством А. И. Шальникова.
Кандидатскую диссертацию защитила в Ташкенте, куда был эвакуирован институт. Тема исследований оказалась очень важной для советского атомного проекта, и Лейпунскую затребовали в созданный в декабре 1944 года Институт специальных металлов НКВД, который вскоре стал номерным НИИ-9 (в современности — ОАО «Высокотехнологический научно-исследовательский институт неорганических материалов имени академика А. А. Бочвара»). Став заведующей лабораторией в 1946 году, она продолжила исследования технологий получения плутония из образцов урана, облучённых в реакторе, а также занималась проблемами безопасности при работе с радиоактивным и при этом химически активным плутонием. Месяцами находилась в командировках на радиохимическом заводе «Б», комбинате № 817 на Урале (сейчас производственное объединение «Маяк»). В 1947 году вместе со своими братьями участвовала в создании ядерного оружия. Присутствовала на Семипалатинском полигоне при всех взрывах атомных бомб в первые годы испытаний. Изучала действие проникающего излучения, электромагнитного поражения при взрыве, последствий радиоактивного загрязнения территории. Принимала участие в открытии многих новых ядерных изомеров. Участвовала в создании технологии получения металлического плутония (специальный отдел «В» НИИ-9 под руководством академика Андрея Анатольевича Бочвара). После успешного испытания плутониевой бомбы была награждена орденом «Знак Почёта». Дальнейшая работа в НИИ-9 была осложнена разногласиями с З. В. Ершовой, и в 1952 году Дора Ильинична уволилась.
Во время работы в НИИ-9 Дора Ильинична была руководителем дипломной работы Крапивина М. И., который в дальнейшем специализировался по радиохимии в рамках Атомного проекта СССР, возглавил группу аналитического отдела ВНИИНМ им. А. А. Бочвара и создал линейку радиохимических детекторов. Некоторое время она официально не работала, занималась переводами и написанием научных обзоров, которые публиковались либо под другим авторством, либо без такового. Через несколько лет Дора Ильинична начинает работать в Институт геологии и разработки горючих ископаемых (ИГиРГИ), где руководит группой поисковых работ нефти, применяя метод облучения нейтронами образцов кернов согласно идее Г. Н. Флёрова.
В 1961 году на базе Спецлаборатории Московского нефтяного института и группы Доры Ильиничны был создан Институт ядерной геохимии и геофизики (ВНИИЯГГ) Министерства геологии СССР, где она стала заведующей лабораторией нейтронно-активационного анализа, которая занималась ядерно-геофизическими и геохимическими методами разведки и освоения месторождений полезных ископаемых с применением искусственных спутников Земли. Разработала новое научно-прикладное направление — метод количественного нейтронно-активационного анализа для разведки полезных ископаемых. Был получен патент № 481009 «Способ исследования горных пород» (дата опубликования: 26.12.75). При помощи нового метода можно было искать золото, другие металлы, включая редкие, газ и нефть. В Институте ядерной геохимии и геофизики Лейпунская проработала до конца жизни, занимаясь нейтронным каротажем.
При личном участии Лейпунской был разработан новый тип источника для облучения геологических проб — нейтронный размножитель, который применяется и в настоящее время. Также Дора Ильинична разработала тему применения для нейтронно-активационного анализа атомных реакторов типа ВВП малой мощности (5—30 кВт). При их применении появляется возможность анализировать дополнительное количество химических элементов. Чувствительность метода очень высока — так, для золота порог обнаружения составляет 0,01 грамма на тонну руды, причём для анализа требуется всего 50 граммов породы.

## Награды и премии
Награждена орденом «Знак почёта» Указом Президиума Верховного Совета СССР № 145 «О награждении орденами СССР научных, инженерно-технических работников, наиболее отличившихся при выполнении специального задания правительства» от 29 декабря 1949 г. (тем же указом награждены Орденом Ленина Овсей Ильич и Александр Ильич Лейпунские).
Премирована (3500 рублей) согласно Постановлению СМ СССР № 2108—814 «Об утверждении списков премируемых в соответствии с Постановлением Совета Министров СССР от 29 октября 1949 г. № 5070-1944 научных, инженерно-технических работников, рабочих и служащих, отличившихся при выполнении специальных заданий Правительства» от 16 мая 1950 года.

## Научные работы
- Алиев А. И., Дрынкин В. И., Лейпунская Д. И., Касаткин В. А. Ядерно-физические константы для нейтронного активационного анализа: Справочник. — М.: Атомиздат, 1969. — 326 с.
- Дрынкин В. И., Лейпунская Д. И. Нейтронный активизационный анализ образцов горных пород с помощью изотопных нейтронных источников. — М., 1968. — 55 с. — (Обзор. Серия: Региональная разведочная и промысловая геофизика/ М-во геологии СССР ОНТИ ВИЭМС; № 9).
- Использование нейтронного активационного анализа при поисках и разведке полезных ископаемых. Сборник статей / отв. ред. Лейпунская Д. И.. — М., 1966. — 45 с.
- Лейпунская Д. И., Рудык Ю. М., Митрюшин А. Н., Соколов Г. В. Гамма-спектрометрический метод определения содержания фосфора в представительных пробах и скважинах (Метод. руководство). — М., 1975. — 45 с. — (М-во геологии СССР. Всесоюз. науч.-исслед. ин-т ядерной геофизики и геохимии «ВНИИЯГГ»).
- Leipuskaya D. I., Drynkin V. I., Voinkov D. M., Brovchuk I. F., Ilyasova K. I. & Belenki B. V. Instrumental neutron activation analysis of monomineral fractions of sulfide minerals and quartzes (англ.) // Journal of Radioanalytical Chemistry. — 1980. — Vol. 57. — P. 407—416.
- Leipuskaya D. I., Savosin S. I. Analyse instrumentale par activation aux neutrons de fractions monominerales et d’echantillons geologiques referentatifs (англ.) // Journal of Radioanalytical Chemistry. — 1973. — Vol. 18. — P. 21—30.